# Sexau
Sexau är en kommun och ort i Landkreis Emmendingen i regionen Südlicher Oberrhein i Regierungsbezirk Freiburg i förbundslandet Baden-Württemberg i Tyskland.
Kommunen ingår i kommunalförbundet Emmendingen tillsammans med staden Emmendingen och kommunerna Freiamt, Malterdingen och Teningen.